# バンガル郡
バンガル郡（バンガルぐん、Bangar）はブルネイ・ダルサラーム国 テンブロン地区にある郡。 テンブロン地区の北西部に位置し、北をラブ郡、東をバトゥ・アポイ郡、南東をアモ郡、南西をボコク郡、西と北をマレーシア・サラワク州リンバン（Limbang）と接する。バンガル郡は1つの島を持ち、名前はキビ島（Pulau Kibi）である。

## 町村
バンガル郡には以下の町村が含まれる。
- ウジョン・ジャラン村（Kampong Ujong Jalan）
- スリ・タンジョン・ペラヤン村（Kampong Seri Tanjong Belayang）
- スンガイ・スロク村（Kampong Sungai Sulok）
- スンガイ・タナム村（Kampong Sungai Tanam）
- スンガイ・タニト村（Kampong Sungai Tanit）
- セママン村（Kampong Semamang）
- バタン・トゥアウ村（Kampong Batang Tuau）
- バラヤン村（Kampong Balayang）
- バンガル・バル町（Pekan Bangar Baru）
- バンガル・ラマ町（Pekan Bangar Lama）
- プニ村（Kampong Puni）
- ブアン・ブラン村（Kampong Buang Bulan）
- ベリングス村（Kampong Belingus）
- ペルケマハン・バンガル（Perkemahan Bangar）
- メネンガー村（Kampong Menengah）

## 島
バンガル郡には以下の島がある。
- キビ島（Pulau Kibi）

## 国境

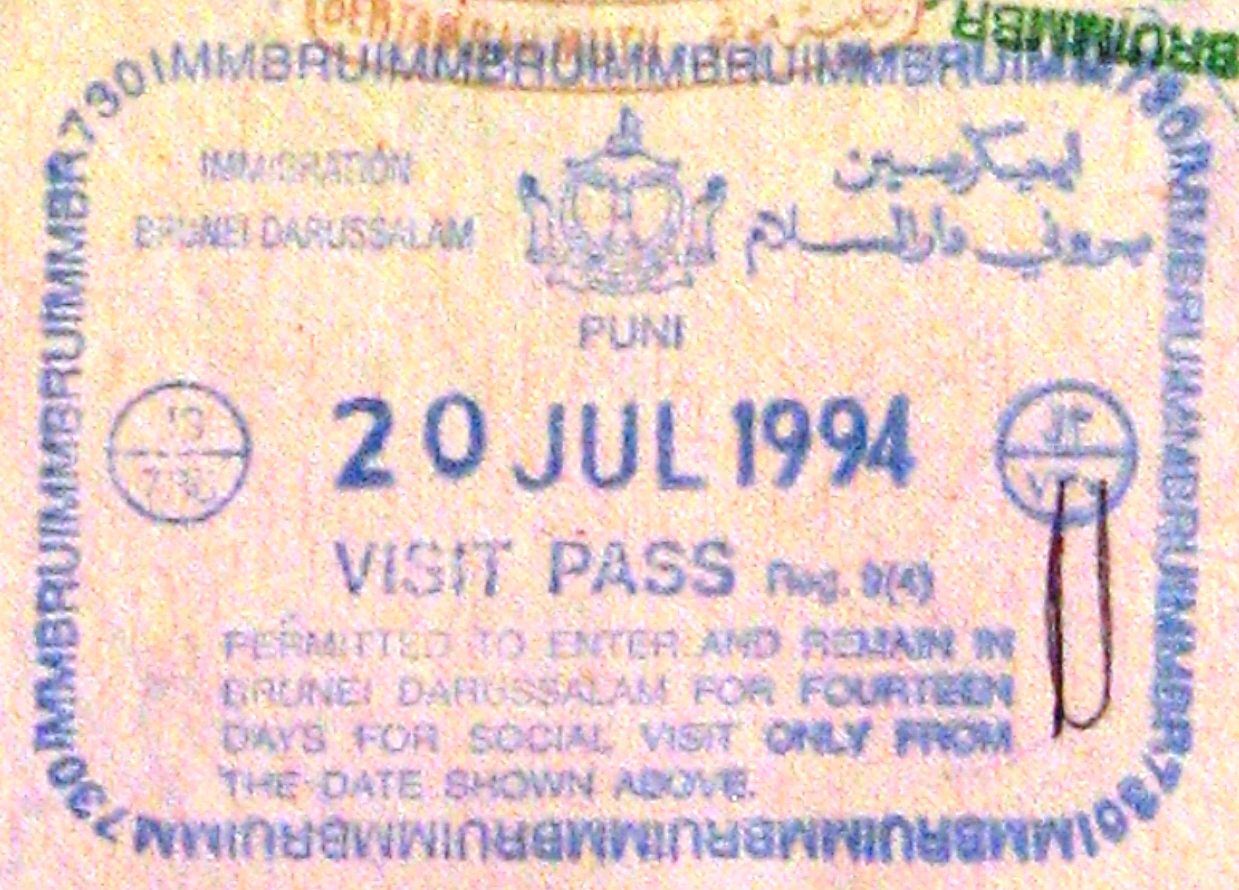
プニ国境検問所の入国証

マレーシア・サラワク州とテンブロン地区の行政庁所在地・バンガルから5kmのところにあるプニ村との間に道路が通り、国境をまたいでいる。国境をなすパンダルアン川にはフェリーが就航している。入国審査および検疫を行う税関はフェリー乗り場から500mのところに置かれている。マレーシア側の検問所はパンダルアンと呼ばれ、リンバンから15kmのところにある。